# Aprionus halteratus
Aprionus halteratus är en tvåvingeart som först beskrevs av Zetterstedt 1852.  Aprionus halteratus ingår i släktet Aprionus och familjen gallmyggor. Arten är reproducerande i Sverige. Inga underarter finns listade i Catalogue of Life.